# (22594) Stoops
(22594) Stoops (1998 HT107) – planetoida z pasa głównego asteroid okrążająca Słońce w ciągu 3,43 lat w średniej odległości 2,27 j.a. Odkryta 23 kwietnia 1998 roku.